# Chlorops subniger
Chlorops subniger är en tvåvingeart som beskrevs av Daniel William Coquillett 1910. Chlorops subniger ingår i släktet Chlorops och familjen fritflugor. Inga underarter finns listade i Catalogue of Life.